# Orange (Texas)
Orange település az Amerikai Egyesült Államok Texas államában, Orange megyében, melynek megyeszékhelye is. Lakosainak száma 19 324 fő (2020. április 1.).

## Népesség
A település népességének változása:

| 2010 | 18 595 |
| 2020 | 19 324 |